# Friedrich Hirzebruch
Friedrich Ernst Peter Hirzebruch (ur. 17 października 1927 w Hamm, zm. 27 maja 2012 w Bonn) – niemiecki matematyk. Zajmował się geometrią algebraiczną, w której jako jeden z pierwszych zastosował nowoczesne metody topologiczne. Opisywany jako najważniejszy matematyk w historii powojennych Niemiec.
Hirzebruch studiował matematykę w Münster i Zurychu w latach 1945-1950. Od 1952 spędził 2 lata w Institute for Advanced Study w Princeton. Niedługo potem został mianowany profesorem na Uniwersytecie w Bonn. Twórca nierówności Hirzebrucha.
W 1997 został członkiem zagranicznym PAN. W 1991 odznaczony został Pour le Mérite za Naukę i Sztukę. Laureat Nagrody Wolfa w dziedzinie matematyki (1988).